# Communauté d’agglomération Saumur Val de Loire
Die Communauté d’agglomération Saumur Val de Loire ist ein französischer Gemeindeverband mit der Rechtsform einer Communauté d’agglomération im Département Maine-et-Loire in der Region Pays de la Loire. Sie wurde am 16. Dezember 2016 gegründet und umfasst 45 Gemeinden (Stand: 1. Januar 2019). Der Verwaltungssitz befindet sich in der Stadt Saumur.

## Historische Entwicklung
Der Gemeindeverband entstand mit Wirkung vom 1. Januar 2017 durch die Fusion der Vorgängerorganisationen
- Communauté d’agglomération Saumur Loire Développement,
- Communauté de communes de la Région de Doué-la-Fontaine,
- Communauté de communes du Gennois sowie
- Communauté de communes Loire-Longué

unter gleichzeitiger Bildung der Commune nouvelle Doué-en-Anjou.
Am 1. Januar 2018 schlossen sich die Gemeinden Les Rosiers-sur-Loire, Gennes-Val de Loire und Saint-Martin-de-la-Place zur neuen Gemeinde Gennes-Val-de-Loire (Schreibweise mit Bindestrichen) zusammen.
Mit Wirkung vom 1. Januar 2019 gingen die ehemaligen Gemeinden Chacé, Brézé und Saint-Cyr-en-Bourg in die Commune nouvelle Bellevigne-les-Châteaux auf. Dadurch verringerte sich die Anzahl der Mitgliedsgemeinden auf 45.

## Mitgliedsgemeinden
| Gemeinde                                       | Einwohner 1. Januar 2022 | Fläche km² | Dichte Einw./km² | Code INSEE | Postleitzahl        |
| ---------------------------------------------- | ------------------------ | ---------- | ---------------- | ---------- | ------------------- |
| Allonnes                                       | 2.925                    | 36,33      | 81               | 49002      | 49650               |
| Antoigné                                       | 450                      | 17,87      | 25               | 49009      | 49260               |
| Artannes-sur-Thouet                            | 410                      | 6,61       | 62               | 49011      | 49260               |
| Bellevigne-les-Châteaux                        | 3.450                    | 35,10      | 98               | 49060      | 49260, 49400        |
| Blou                                           | 938                      | 21,46      | 44               | 49030      | 49160               |
| Brain-sur-Allonnes                             | 2.078                    | 33,32      | 62               | 49041      | 49650               |
| Brossay                                        | 348                      | 4,79       | 73               | 49053      | 49700               |
| Cizay-la-Madeleine                             | 473                      | 19,29      | 25               | 49100      | 49700               |
| Courchamps                                     | 530                      | 6,99       | 76               | 49113      | 49260               |
| Courléon                                       | 140                      | 13,77      | 10               | 49114      | 49390               |
| Dénezé-sous-Doué                               | 442                      | 23,77      | 19               | 49121      | 49700               |
| Distré                                         | 1.812                    | 14,72      | 123              | 49123      | 49400               |
| Doué-en-Anjou                                  | 11.227                   | 148,55     | 76               | 49125      | 49700               |
| Épieds                                         | 719                      | 26,99      | 27               | 49131      | 49260               |
| Fontevraud-l’Abbaye                            | 1.477                    | 14,82      | 100              | 49140      | 49590               |
| Gennes-Val-de-Loire                            | 8.452                    | 144,94     | 58               | 49261      | 49160, 49320, 49350 |
| La Breille-les-Pins                            | 617                      | 27,57      | 22               | 49045      | 49390               |
| La Lande-Chasles                               | 119                      | 4,99       | 24               | 49171      | 49150               |
| Le Coudray-Macouard                            | 935                      | 13,40      | 70               | 49112      | 49260               |
| Le Puy-Notre-Dame                              | 1.089                    | 16,04      | 68               | 49253      | 49260               |
| Les Ulmes                                      | 553                      | 8,10       | 68               | 49359      | 49700               |
| Longué-Jumelles                                | 6.583                    | 96,20      | 68               | 49180      | 49160               |
| Louresse-Rochemenier                           | 895                      | 25,82      | 35               | 49182      | 49700               |
| Montreuil-Bellay                               | 3.716                    | 48,96      | 76               | 49215      | 49260               |
| Montsoreau                                     | 416                      | 5,19       | 80               | 49219      | 49730               |
| Mouliherne                                     | 800                      | 40,79      | 20               | 49221      | 49390               |
| Neuillé                                        | 1.011                    | 13,56      | 75               | 49224      | 49680               |
| Parnay                                         | 377                      | 6,54       | 58               | 49235      | 49730               |
| Rou-Marson                                     | 644                      | 12,66      | 51               | 49262      | 49400               |
| Saint-Clément-des-Levées                       | 1.127                    | 10,22      | 110              | 49272      | 49350               |
| Saint-Just-sur-Dive                            | 386                      | 7,24       | 53               | 49291      | 49260               |
| Saint-Macaire-du-Bois                          | 442                      | 13,06      | 34               | 49302      | 49260               |
| Saint-Philbert-du-Peuple                       | 1.319                    | 16,38      | 81               | 49311      | 49160               |
| Saumur                                         | 26.074                   | 66,25      | 394              | 49328      | 49400               |
| Souzay-Champigny                               | 691                      | 8,92       | 77               | 49341      | 49400               |
| Tuffalun                                       | 1.734                    | 39,42      | 44               | 49003      | 49700               |
| Turquant                                       | 569                      | 7,86       | 72               | 49358      | 49730               |
| Varennes-sur-Loire                             | 1.924                    | 22,66      | 85               | 49361      | 49730               |
| Varrains                                       | 1.282                    | 3,40       | 377              | 49362      | 49400               |
| Vaudelnay                                      | 1.122                    | 25,48      | 44               | 49364      | 49260               |
| Vernantes                                      | 2.006                    | 40,77      | 49               | 49368      | 49390               |
| Vernoil-le-Fourrier                            | 1.330                    | 33,10      | 40               | 49369      | 49390               |
| Verrie                                         | 459                      | 16,49      | 28               | 49370      | 49400               |
| Villebernier                                   | 1.462                    | 9,91       | 148              | 49374      | 49400               |
| Vivy                                           | 2.599                    | 23,17      | 112              | 49378      | 49680               |
| Communauté d’agglomération Saumur Val de Loire | 98.152                   | 1.233,47   | 80               | –          | –                   |